# Sympycnus albibarbus
Sympycnus albibarbus är en tvåvingeart som beskrevs av Octave Parent 1932. Sympycnus albibarbus ingår i släktet Sympycnus och familjen styltflugor.
Artens utbredningsområde är Peru. Inga underarter finns listade i Catalogue of Life.